# 곽방방
곽방방(郭芳芳, 1980년 2월 6일~ )은 중화인민공화국 장쑤성 출신으로, 난징 체육학원을 졸업하고 홍콩 국가대표로 활약했었고, 대한민국 국적의 한국마사회 소속의 탁구 선수였다.
2005년 4월 김승환과 결혼하였으며, 2006년 1월 대한민국 국적을 취득하였다. 2007년 이혼하였다.